# Stichopathes robusta
Stichopathes robusta är en korallart som beskrevs av Gravier 1918. Stichopathes robusta ingår i släktet Stichopathes och familjen Antipathidae. Inga underarter finns listade i Catalogue of Life.